# Suzu gangesowy
Suzu gangesowy, suzu, delfin gangesowy, delfin indyjski, susuka (Platanista gangetica) – gatunek ssaka morskiego z rodziny suzowatych (Platanistidae).

## Taksonomia
Gatunek po raz pierwszy zgodnie z zasadami nazewnictwa binominalnego opisał w 1801 roku holenderski przyrodnik Heinrich Julius Lebeck nadając mu nazwę Delphinus gangeticus. Holotyp pochodził z rzeki Hugli w pobliżu Kolkaty, w Bengalu Zachodnim, w Indiach. Okazem typowym był dorosły samiec, odnaleziony wyrzucony na brzeg w listopadzie 1797 roku i zilustrowany przez Lebecka w oryginalnym opisie.
Wcześniej traktowany jako jeden gatunek z dwoma podgatunkami (gangetica i minor), lecz analizy genetyczne i morfologiczne wykazały, że P. gangatica i P. minor są odrębnymi gatunkami; w takim ujęciu P. gangetica jest  gatunkiem monotypowym.

### Etymologia
- Platanista: gr. πλατανιστης platanistēs „gatunek ryby żyjącej w Gangesie” wspomniany przez Pliniusza[26].
- gangetica: rzeka Ganges, Indie[27].

## Zasięg występowania
Suzu gangesowy występuje w systemach rzecznych Ganges–Brahmaputra–Meghna i Karnaphuli–Sangu w południowego Nepalu, północnych i północno-wschodnich Indiach oraz Bangladeszu.

## Morfologia

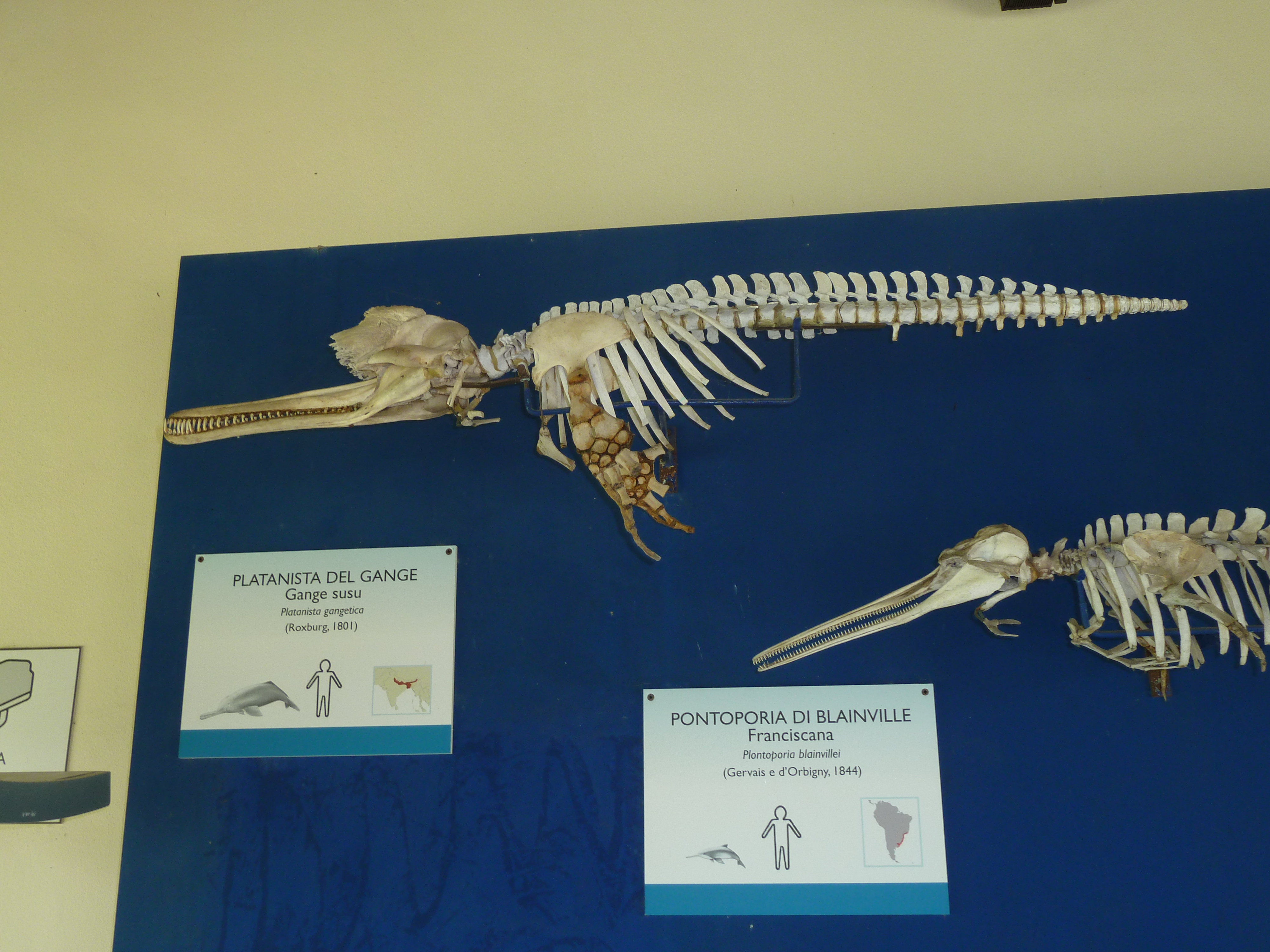
Szkielet tego delfina (Museo di storia naturale e del territorio dell'Università di Pisa)

Długość ciała 170–260 cm; masa ciała około 110 kg. Samice są dłuższe niż samce. Pysk wyciągnięty na kształt chirurgicznej pincety; w szczęce górnej 26–39, w żuchwie 26–35 par zakrzywionych do tyłu zębów. Zęby przednie są dłuższe niż tylne i wystają z zamkniętego dzioba, który może być bardzo długi (nawet 20% długości ciała) i jest większy u samic niż u samców. Małe oczy, wydatny melon i duża warstwa tkanki tłuszczowej, a wreszcie garb w tylnej części grzbietu sprawiają, że zwierzę ma dość masywny wygląd. Czaszka jest asymetryczna, głowa z grzebieniem w miejscu melona. Płetwa grzbietowa to mały trójkąt z szeroką podstawą. Delfin suzu ma giętki kark. Do polowania używa echolokacji (jest niemal całkowicie ślepy, a jego oczy mają mały rozmiar). Ubarwienie jest jasnoszare, szare, ciemnoszare lub brązowe; na brzuchu różowawe.

## Ekologia

### Pożywienie
Suzu je ryby, skorupiaki, mięczaki przydenne, krewetki, różne gatunki karpi (m.in. gobio), jak i słodkowodne rekiny.

### Rozród
Ciąża trwa około 8–9 miesięcy, noworodek ma od 65 do 90 cm długości. Suzu gangesowy rozmnaża się przez cały rok, nie ma żadnego specyficznego czasu reprodukcji. Samice rodzą raz na 2–3 lata, zazwyczaj jedynie jedno młode.

### Wielkość grupy
Zwykle tworzą małe grupy (do 10 osobników); spotykano też pojedyncze osobniki, pary i grupy liczące ponad 30 delfinów.

### Zachowanie
Suzu jest spokojny i raczej nieśmiały. Echolokację używa częściej do znajdowania pożywienia niż do komunikacji.

## Status
W Czerwonej księdze gatunków zagrożonych Międzynarodowej Unii Ochrony Przyrody i Jej Zasobów został zaliczony do kategorii EN (ang. endangered „zagrożony”). Liczebność podgatunku Platanista gangetica gangetica to 1200–1800 osobników. Ilość osobników tego gatunku delfina zmniejsza się przez ostatnie stulecie głównie przez: 
- celowe zabijanie delfinów;
- fragmentację siedlisk przez tamy. Zmniejszają one różnorodność genetyczną, oddzielając różne populacje, i, co za tym idzie, redukując liczbę dojrzałych delfinów zdolnych do rozrodu;
- przypadkowy połów. Suzu czasami zaplątują się w sieci, które są stworzone do łapania ryb;
- zanieczyszczenie. Skażenie Gangesu jest spowodowane chemikaliami, śmieciami oraz ściekami przemysłowymi.

### Działania mające na celu konserwację gatunku
Hinduski oddział WWF prowadzi działania chroniące tego delfina. Edukuje i prowadzi w tym celu kampanie społeczne.